# Mariah Carey/Auszeichnungen für Musikverkäufe

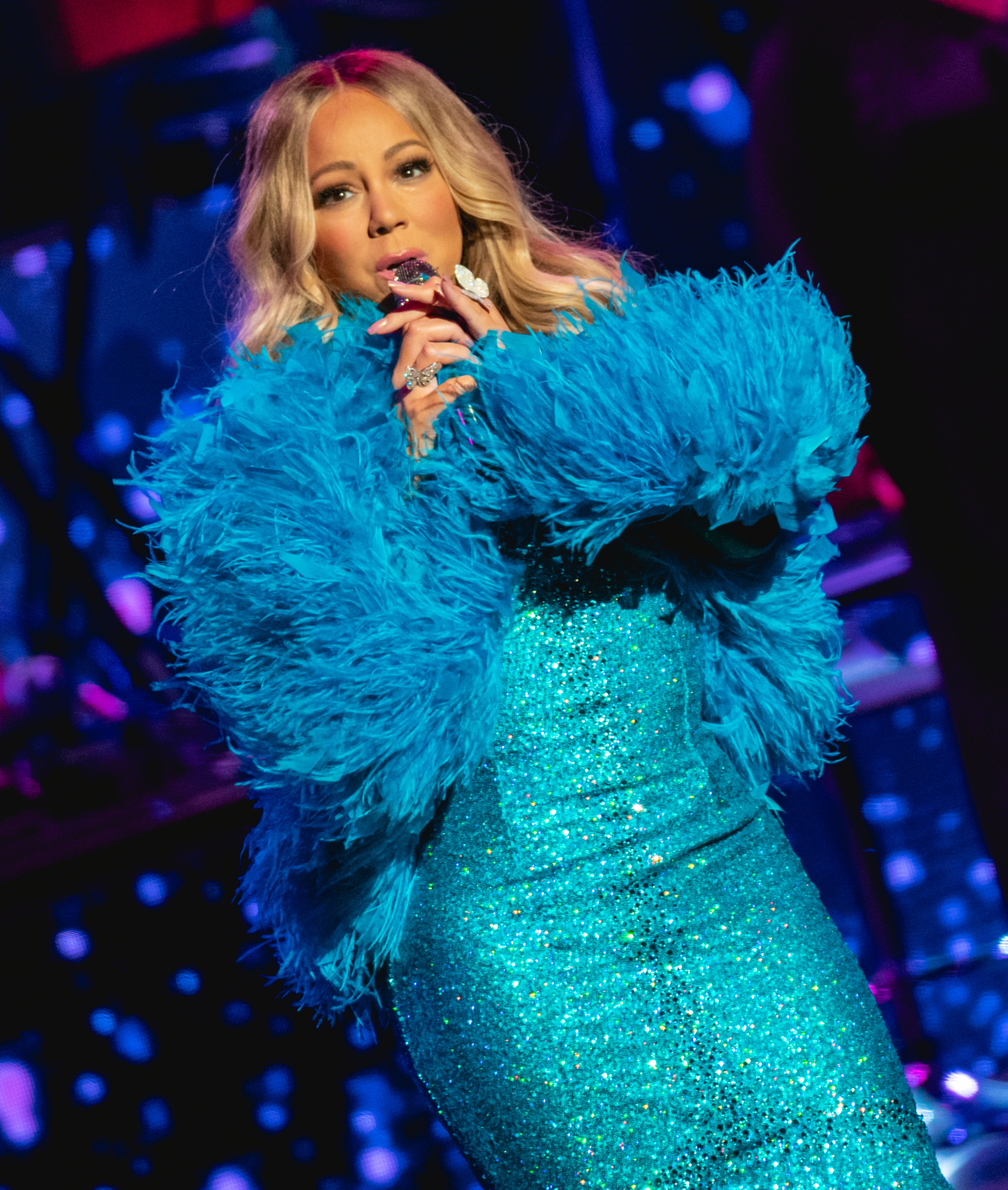
Mariah Carey (2019)

Dies ist eine Übersicht über die Auszeichnungen für Musikverkäufe der US-amerikanischen Pop-, Hip-Hop- und R&B-Sängerin Mariah Carey. Die Auszeichnungen finden sich nach ihrer Art (Gold, Platin usw.), nach Staaten getrennt in chronologischer Reihenfolge, geordnet sowie nach den Tonträgern selbst, ebenfalls in chronologischer Reihenfolge, getrennt nach Medium (Alben, Singles usw.), wieder.

## Auszeichnungen
| - Frankreich - 1994: für die Single Hero - 1995: für die Single One Sweet Day - 1995: für die Single Fantasy - 1998: für die Single My All - Vereinigtes Königreich - 2009: für das Album Memoirs of an Imperfect Angel - 2015: für die Single #Beautiful - 2017: für die Single Honey - 2018: für die Single My All - 2021: für die Single It’s Like That - Argentinien - 1998: für das Album #1’s - 1999: für das Album Rainbow - Australien - 1990: für die Single Vision Love - 1998: für die Single When You Believe - 1999: für das Album Rainbow - 2001: für die Single Loverboy - 2005: für die Single It’s Like That - 2005: für die Single Shake It Off - 2008: für das Album E=MC² - 2009: für die Single Obsessed - 2019: für die Single Anytime You Need a Friend - 2019: für die Single Emotions - 2019: für die Single Love Takes Time - 2020: für die Single My All - 2022: für das Lied Christmas (Baby Please Come Home) - 2024: für die Single All I Want for Christmas Is You (SuperFestive!) - Belgien - 1997: für das Album Butterfly - 1999: für das Album Rainbow - 2018: für die Single All I Want for Christmas Is You - Brasilien - 2002: für das Videoalbum Mariah Carey Around the World - 2003: für das Album Charmbracelet - 2005: für das Album The Emancipation of Mimi - 2010: für das Album Memoirs of an Imperfect Angel - 2010: für das Album E=MC² - 2024: für die Single Angels Cry - 2024: für die Single Bye Bye - 2024: für die Single It’s Like That - 2024: für das Album Butterfly - 2024: für das Album Daydream - Dänemark - 2001: für die Single Against All Odds (Take a Look at Me Now) - 2013: für das Streaming #Beautiful - 2020: für die Single All I Want for Christmas Is You (SuperFestive!) - 2024: für die Single Hero - 2024: für die Single We Belong Together - 2025: für die Single Obsessed - Deutschland - 1994: für das Album Merry Christmas - 1999: für das Album #1’s - 1999: für die Single When You Believe - 2023: für das Album The Emancipation of Mimi - Finnland - 1994: für das Album Music Box - Frankreich - 1994: für die Single Without You - 1998: für die Single When You Believe - 1999: für die Single Heartbreaker - 2000: für das Videoalbum Fantasy: Mariah Carey at Madison Square Garden - 2000: für das Videoalbum (Here Is) Mariah Carey - 2001: für das Album Emotions - 2001: für das Album Glitter - 2002: für das Album Greatest Hits - 2003: für das Album Charmbracelet - 2005: für das Album The Emancipation of Mimi - Irland - 2008: für das Album The Ballads - Italien - 2021: für das Lied O Holy Night - 2023: für die Single I Know What You Want - Japan - 1994: für die Single Anytime You Need a Friend - 1995: für die Single Endless Love - 1997: für die Single Honey - 2008: für das Album E=MC² - 2010: für die Single Touch My Body (Mobile Downloads) - 2014: für die Single All I Want for Christmas Is You (New Version) (Digital) - Kanada - 1991: für das Videoalbum The First Vision - 2003: für die Single Through The Rain - 2003: für das Album Charmbracelet - 2022: für die Single Honey - 2022: für das Lied Santa Claus Is Comin’ to Town - 2023: für die Single Dreamlover - 2023: für die Single Without You - 2024: für das Lied Silent Night - Mexiko - 1995: für das Album Daydream - 1999: für das Album Butterfly - 1999: für das Album Rainbow - Neuseeland - 1990: für die Single Vision of Love - 1991: für die Single Emotions - 1992: für die Single I’ll Be There - 1993: für die Single Dreamlover - 1994: für die Single Without You - 1994: für die Single Anytime You Need a Friend - 1997: für die Single Honey - 1998: für die Single Breakdown - 2019: für das Album Merry Christmas: Deluxe Anniversary Edition - 2023: für das Lied Christmas (Baby Please Come Home) - 2024: für das Album Me. I Am Mariah… The Elusive Chanteuse - 2024: für das Lied O Holy Night - 2024: für die Single When You Believe - 2025: für das Lied It’s a Wrap - 2025: für das Album The Remixes - Niederlande - 1997: für das Album Butterfly - 1998: für das Album #1’s - 2000: für das Album Rainbow - Norwegen - 1994: für die Single Hero - 1996: für die Single One Sweet Day - 1999: für das Album #1’s - Österreich - 1995: für das Album Merry Christmas - 1995: für das Album Daydream - Philippinen - 2008: für das Album E=MC² - Polen - 1997: für das Album Daydream - 1997: für das Album Butterfly - Russland - 2008: für das Album E=MC² - Schweden - 2000: für die Single Against All Odds (Take a Look at Me Now) - Schweiz - 1990: für das Album Mariah Carey - 1994: für das Album Emotions - 1994: für das Album Merry Christmas - 1994: für das Album MTV Unplugged - 1995: für die Single Without You - 1995: für das Album Daydream - 1997: für das Album Butterfly - 1998: für die Single When You Believe - 1999: für das Album Rainbow - 2001: für das Album Glitter - 2002: für das Album Charmbracelet - Singapur - 2020: für das Album Memoirs of an Imperfect Angel - Spanien - 1990: für das Album Mariah Carey - 2001: für das Album Glitter - 2003: für das Album Charmbracelet - 2024: für die Single Without You - Südafrika - 2002: für die Single Loverboy - Vereinigte Staaten - 1991: für die Single Someday - 1998: für die Single When You Believe - 2001: für die Single Loverboy - 2006: für den Mastertone Don’t Forget About Us - 2006: für den Mastertone Shake It Off - 2011: für das Album Merry Christmas II You - 2019: für das Album The Remixes - 2020: für die Single Bye Bye - 2020: für die Single All I Want for Christmas Is You (SuperFestive!) - 2022: für das Lied Santa Claus Is Comin’ to Town - 2022: für die Single Breakdown - 2022: für die Single I’ll Be There - 2022: für die Single Up Out My Face - 2022: für die Single I Don’t Wanna Cry - 2022: für die Single Can’t Let Go - 2023: für die Single Anytime You Need a Friend - Vereinigtes Königreich - 1992: für das Album MTV Unplugged - 2000: für das Album Rainbow - 2003: für das Album Charmbracelet - 2008: für das Album E=MC² - 2013: für das Videoalbum #1’s - 2013: für das Videoalbum Mariah Carey Around the World - 2013: für das Videoalbum (Here Is) Mariah Carey - 2013: für das Videoalbum Fantasy: Mariah Carey at Madison Square Garden - 2013: für das Album The Ballads - 2016: für die Single Against All Odds (Take a Look at Me Now) - 2021: für die Single One Sweet Day - 2021: für das Album #1 to Infinity - 2022: für die Single Heartbreaker - 2022: für die Single Hero - 2023: für die Single I Know What You Want - 2023: für die Single Endless Love - 2024: für die Single Obsessed - 2024: für das Lied Christmas (Baby Please Come Home) - 2025: für die Single Touch My Body | - Frankreich - 1998: für das Album Butterfly - 2000: für das Album MTV Unplugged - Australien - 1991: für das Album Emotions - 1994: für die Single Endless Love - 1999: für die Single Heartbreaker - 2005: für die Single We Belong Together - 2005: für das Album The Emancipation of Mimi - 2013: für das Videoalbum #1’s - 2013: für die Single #Beautiful - 2019: für die Single Honey - 2019: für die Single I’ll Be There - 2020: für die Single I Know What You Want - Belgien - 1995: für das Album Daydream - 1998: für das Album #1’s - 1999: für die Single When You Believe - Brasilien - 2000: für das Album Rainbow - 2002: für das Album Greatest Hits - 2020: für die Single All I Want for Christmas Is You - 2024: für die Single We Belong Together - 2024: für das Album #1’s - 2024: für das Album Music Box - Dänemark - 2013: für das Streaming All I Want for Christmas Is You - Deutschland - 1994: für die Single Without You - 1996: für das Album Daydream - 1999: für das Album Rainbow - Europa - 1996: für das Album Merry Christmas - 1997: für das Album Butterfly - 1999: für das Album Rainbow - 2005: für das Album The Emancipation of Mimi - Frankreich - 2000: für das Album Rainbow - 2002: für das Videoalbum #1’s - Hongkong - 1997: für das Album Butterfly - 2000: für das Album Rainbow - Irland - 2005: für das Album Greatest Hits - Japan - 1995: für die Single Fantasy - 2001: für das Album Glitter - 2001: für das Album Greatest Hits - 2002: für das Album Charmbracelet - 2005: für das Album The Emancipation of Mimi - 2025: für das Streaming All I Want for Christmas Is You - Kanada - 1992: für das Album MTV Unplugged - 2008: für das Album E=MC² - 2023: für die Single All I Want for Christmas Is You (SuperFestive!) - 2024: für die Single Hero - 2024: für das Lied O Holy Night - Mexiko - 1999: für das Album Music Box - 1999: für das Album #1’s - Neuseeland - 1992: für das Album Emotions - 1993: für die Single Hero - 1994: für die Single Endless Love - 1996: für die Single One Sweet Day - 1998: für das Album Butterfly - 1999: für die Single Heartbreaker - 1999: für das Album Rainbow - 2002: für das Album Greatest Hits - 2005: für das Album The Emancipation of Mimi - 2023: für die Single Obsessed - 2023: für die Single Touch My Body - 2024: für die Single Shake It Off - Niederlande - 1992: für das Album Mariah Carey - 1994: für die Single Without You - 1994: für das Album Merry Christmas - 1994: für das Album Emotions - 1995: für das Album Daydream - Norwegen - 1995: für das Album Daydream - 1999: für die Single When You Believe - Österreich - 1994: für die Single Without You - Schweden - 1991: für das Album Mariah Carey - 1992: für das Album Emotions - 1994: für das Album Music Box - 1999: für die Single When You Believe - 1999: für das Album #1’s - Schweiz - 1998: für das Album #1’s - Singapur - 2019: für das Album Merry Christmas - 2019: für das Album Music Box - Spanien - 1998: für das Album Butterfly - 1999: für das Album #1’s - 2000: für das Album Rainbow - Vereinigte Staaten - 1991: für das Videoalbum The First Vision - 1993: für die Single Dreamlover - 1994: für das Videoalbum (Here Is) Mariah Carey - 1996: für das Videoalbum Fantasy: Mariah Carey at Madison Square Garden - 1997: für das Videoalbum MTV Unplugged - 1999: für die Single I Still Believe - 2000: für das Videoalbum Mariah Carey Around the World - 2001: für das Album Glitter - 2003: für das Album Charmbracelet - 2005: für das Videoalbum #1’s - 2006: für den Mastertone We Belong Together - 2019: für den Mastertone Always Be My Baby - 2008: für das Videoalbum The Adventures of Mimi Tour - 2008: für das Album E=MC² - 2008: für den Mastertone Touch My Body - 2019: für die Single Emotions - 2019: für die Single Vision Love - 2020: für die Single Don’t Forget About Us - 2021: für die Single Endless Love - 2022: für das Lied Christmas (Baby Please Come Home) - 2022: für die Single I Know What You Want - 2022: für die Single When You Believe (Digital) - 2022: für die Single Without You - 2022: für die Single Every Time I Close My Eyes - 2022: für das Album Memoirs of an Imperfect Angel - 2023: für die Single Love Takes Time - 2023: für die Single Thank God I Found You - 2023: für das Lied Hark! The Herald Angel Sing - 2023: für das Lied O Holy Night - 2025: für die Single It’s Like That - Vereinigtes Königreich - 1992: für das Album Emotions - 1994: für das Album Mariah Carey - 2016: für das Album Merry Christmas - 2020: für das Album Butterfly - 2020: für die Single We Belong Together - 2020: für die Single Without You - 2022: für die Single Always Be My Baby - 2024: für die Single When You Believe - 2025: für die Single Big Energy (Remix) | - Australien - 1998: für das Album Butterfly - 2019: für das Album #1’s - 2019: für das Album MTV Unplugged - 2019: für die Single Always Be My Baby - 2019: für die Single Without You - 2019: für die Single Hero - Belgien - 1995: für das Album Music Box - Brasilien - 2009: für das Videoalbum The Adventures of Mimi Tour - 2024: für die Single Touch My Body - Deutschland - 1994: für das Album Music Box - Europa - 2003: für das Album #1’s - Frankreich - 1999: für das Album #1’s - 2000: für das Album Daydream - Griechenland - 2023: für die Single All I Want for Christmas Is You - Italien - 2022: für das Album Merry Christmas - Japan - 1998: für das Album MTV Unplugged - 2014: für die Single All I Want for Christmas Is You (Digital) - Kanada - 1997: für das Album Butterfly - 1999: für das Album Rainbow - 2024: für das Lied Christmas (Baby Please Come Home) - Mexiko - 2002: für das Album Greatest Hits - Neuseeland - 1993: für das Album MTV Unplugged - 1997: für das Album Merry Christmas - 1999: für das Album #1’s - 2024: für die Single #Beautiful - 2024: für die Single I Know What You Want - 2024: für die Single Always Be My Baby - Niederlande - 1994: für das Album MTV Unplugged - Österreich - 1995: für das Album Music Box - Spanien - 1995: für das Album Daydream - Vereinigte Staaten - 2009: für den Mastertone All I Want for Christmas Is You - 2017: für die Single #Beautiful - 2019: für das Album Greatest Hits - 2022: für die Single Honey - 2022: für die Single My All - 2024: für die Single Heartbreaker - 2024: für die Single Shake It Off - Vereinigtes Königreich - 1995: für das Album Daydream - 2006: für das Album The Emancipation of Mimi - 2009: für die Autorenbeteiligung Hero (The X Factor Finalists) - 2013: für das Album #1’s - 2024: für die Single Fantasy - Australien - 2019: für das Album Greatest Hits - 2020: für die Single Fantasy - 2020: für die Single One Sweet Day - 2023: für die Single Big Energy (Remix) - Brasilien - 2024: für die Single Obsessed - Deutschland - 2025: für die Single All I Want for Christmas Is You - Europa - 1996: für das Album Daydream - Japan - 1995: für das Album Mariah Carey - Kanada - 2000: für das Album #1’s - 2007: für das Album The Emancipation of Mimi - 2022: für das Album Merry Christmas - Neuseeland - 2024: für die Single We Belong Together - 2024: für die Single Fantasy - Norwegen - 2018: für das Album Merry Christmas - Portugal - 2023: für die Single All I Want for Christmas Is You - Vereinigte Staaten - 1999: für das Album Rainbow - 2022: für die Single Touch My Body - 2023: für die Single Hero - 2024: für das Album Greatest Hits - Dänemark - 2023: für das Album Merry Christmas - Japan - 1996: für das Album Emotions - 1999: für das Album Rainbow - Kanada - 1996: für das Album Emotions - Neuseeland - 1991: für das Album Mariah Carey - Norwegen - 2018: für die Single All I Want for Christmas Is You - Schweiz - 1994: für das Album Music Box - Spanien - 1995: für das Album Music Box - 2024: für die Single All I Want for Christmas Is You - Vereinigte Staaten - 1994: für das Album Emotions - 1994: für das Album MTV Unplugged - 2023: für die Single One Sweet Day - 2024: für die Single Obsessed - Australien - 1996: für das Album Daydream - 2020: für das Album Mariah Carey - Italien - 2024: für die Single All I Want for Christmas Is You - Neuseeland - 1995: für das Album Music Box - 1996: für das Album Daydream - 2024: für die Single All I Want for Christmas Is You - Vereinigte Staaten - 1999: für das Album Butterfly - 2022: für die Single Always Be My Baby - Vereinigtes Königreich - 1994: für das Album Music Box - Australien - 2019: für die Single Dreamlover - Dänemark - 2024: für die Single All I Want for Christmas Is You - Niederlande - 1996: für das Album Music Box - Vereinigte Staaten - 2022: für das Album #1’s - 2023: für die Single Fantasy - Australien - 2023: für das Album Merry Christmas - Europa - 1995: für das Album Music Box - Kanada - 1996: für das Album Mariah Carey - 1996: für das Album Music Box - 1997: für das Album Daydream - Vereinigte Staaten - 2022: für das Album The Emancipation of Mimi - 2025: für die Single We Belong Together - Norwegen - 2018: für das Album Music Box - Vereinigte Staaten - 1999: für das Album Mariah Carey - 2023: für das Album Merry Christmas - Vereinigtes Königreich - 2024: für die Single All I Want for Christmas Is You - Schweden - 2023: für die Single All I Want for Christmas Is You - Vereinigte Staaten - 2022: für das Album Daydream - Australien - 2011: für das Album Music Box - Australien - 2024: für die Single All I Want for Christmas Is You - Vereinigte Staaten - 2024: für die Single All I Want for Christmas Is You - Brasilien - 2024: für die Single I Want to Know What Love Is - Frankreich - 1995: für das Album Music Box - Japan - 1994: für das Album Music Box - 1995: für die Single All I Want for Christmas Is You - 1995: für das Album Daydream - 1997: für das Album Butterfly - 2008: für den Ringtone All I Want for Christmas Is You - Kanada - 2022: für die Single All I Want for Christmas Is You - Vereinigte Staaten - 1997: für das Album Music Box - Japan - 1996: für das Album Merry Christmas - Japan - 1998: für das Album #1’s |

## Auszeichnungen nach Alben

### Mariah Carey
| Land/Region                  | Auszeichnungen für Musikverkäufe (Land/Region, Auszeichnung, Verkäufe) | Verkäufe   |
| ---------------------------- | ---------------------------------------------------------------------- | ---------- |
| Australien (ARIA)            | 5× Platin                                                              | 350.000    |
| Japan (RIAJ)                 | 3× Platin                                                              | 600.000    |
| Kanada (MC)                  | 7× Platin                                                              | 700.000    |
| Neuseeland (RMNZ)            | 4× Platin                                                              | 60.000     |
| Niederlande (NVPI)           | Platin                                                                 | 100.000    |
| Schweden (IFPI)              | Platin                                                                 | 100.000    |
| Schweiz (IFPI)               | Gold                                                                   | 25.000     |
| Spanien (Promusicae)         | Gold                                                                   | 50.000     |
| Vereinigte Staaten (RIAA)    | 9× Platin                                                              | 9.000.000  |
| Vereinigtes Königreich (BPI) | Platin                                                                 | 300.000    |
| Insgesamt                    | 2× Gold · 31× Platin ·                                                 | 11.295.000 |

### Emotions
| Land/Region                  | Auszeichnungen für Musikverkäufe (Land/Region, Auszeichnung, Verkäufe) | Verkäufe  |
| ---------------------------- | ---------------------------------------------------------------------- | --------- |
| Australien (ARIA)            | Platin                                                                 | 70.000    |
| Frankreich (SNEP)            | Gold                                                                   | 100.000   |
| Japan (RIAJ)                 | 4× Platin                                                              | 800.000   |
| Kanada (MC)                  | 4× Platin                                                              | 400.000   |
| Neuseeland (RMNZ)            | Platin                                                                 | 15.000    |
| Niederlande (NVPI)           | Platin                                                                 | 100.000   |
| Schweden (IFPI)              | Platin                                                                 | 100.000   |
| Schweiz (IFPI)               | Gold                                                                   | 25.000    |
| Vereinigte Staaten (RIAA)    | 4× Platin                                                              | 4.000.000 |
| Vereinigtes Königreich (BPI) | Platin                                                                 | 300.000   |
| Insgesamt                    | 2× Gold · 17× Platin ·                                                 | 5.910.000 |

### MTV Unplugged
| Land/Region                  | Auszeichnungen für Musikverkäufe (Land/Region, Auszeichnung, Verkäufe) | Verkäufe  |
| ---------------------------- | ---------------------------------------------------------------------- | --------- |
| Australien (ARIA)            | 2× Platin                                                              | 140.000   |
| Frankreich (SNEP)            | 2× Gold                                                                | 200.000   |
| Japan (RIAJ)                 | 2× Platin                                                              | 400.000   |
| Kanada (MC)                  | Platin                                                                 | 100.000   |
| Neuseeland (RMNZ)            | 2× Platin                                                              | 30.000    |
| Niederlande (NVPI)           | 2× Platin                                                              | 200.000   |
| Schweiz (IFPI)               | Gold                                                                   | 25.000    |
| Vereinigte Staaten (RIAA)    | 4× Platin                                                              | 2.800.000 |
| Vereinigtes Königreich (BPI) | Gold                                                                   | 100.000   |
| Insgesamt                    | 4× Gold · 13× Platin ·                                                 | 3.995.000 |

### Music Box
| Land/Region                  | Auszeichnungen für Musikverkäufe (Land/Region, Auszeichnung, Verkäufe) | Verkäufe    |
| ---------------------------- | ---------------------------------------------------------------------- | ----------- |
| Australien (ARIA)            | 12× Platin                                                             | 860.000     |
| Belgien (BRMA)               | 2× Platin                                                              | (100.000)   |
| Brasilien (PMB)              | Platin                                                                 | 250.000     |
| Deutschland (BVMI)           | 2× Platin                                                              | (1.000.000) |
| Europa (IFPI)                | 7× Platin                                                              | 7.000.000   |
| Finnland (IFPI)              | Gold                                                                   | (47.382)    |
| Frankreich (SNEP)            | Diamant                                                                | (1.000.000) |
| Japan (RIAJ)                 | Diamant                                                                | 1.000.000   |
| Kanada (MC)                  | 7× Platin                                                              | 700.000     |
| Mexiko (AMPROFON)            | Platin                                                                 | 150.000     |
| Neuseeland (RMNZ)            | 5× Platin                                                              | 75.000      |
| Niederlande (NVPI)           | 6× Platin                                                              | (600.000)   |
| Norwegen (IFPI)              | 8× Platin                                                              | (160.000)   |
| Österreich (IFPI)            | 2× Platin                                                              | (100.000)   |
| Schweden (IFPI)              | Platin                                                                 | (100.000)   |
| Schweiz (IFPI)               | 4× Platin                                                              | (200.000)   |
| Singapur (RIAS)              | Platin                                                                 | 10.000      |
| Spanien (Promusicae)         | 4× Platin                                                              | (400.000)   |
| Vereinigte Staaten (RIAA)    | Diamant                                                                | 10.000.000  |
| Vereinigtes Königreich (BPI) | 5× Platin                                                              | (1.500.000) |
| Insgesamt                    | 1× Gold · 68× Platin · 3× Diamant ·                                    | 20.045.000  |

### Merry Christmas
| Land/Region                  | Auszeichnungen für Musikverkäufe (Land/Region, Auszeichnung, Verkäufe) | Verkäufe   |
| ---------------------------- | ---------------------------------------------------------------------- | ---------- |
| Australien (ARIA)            | 7× Platin                                                              | 490.000    |
| Dänemark (IFPI)              | 4× Platin                                                              | (80.000)   |
| Deutschland (BVMI)           | Gold                                                                   | (250.000)  |
| Europa (IFPI)                | Platin                                                                 | 1.000.000  |
| Italien (FIMI)               | 2× Platin                                                              | (100.000)  |
| Japan (RIAJ)                 | 2× Diamant                                                             | 2.000.000  |
| Kanada (MC)                  | 3× Platin                                                              | 300.000    |
| Neuseeland (RMNZ)            | 2× Platin (Standard) · + Gold (Deluxe Anniversary Edition)             | 37.500     |
| Niederlande (NVPI)           | Platin                                                                 | (100.000)  |
| Norwegen (IFPI)              | 3× Platin                                                              | (60.000)   |
| Österreich (IFPI)            | Gold                                                                   | (25.000)   |
| Schweiz (IFPI)               | Gold                                                                   | (25.000)   |
| Singapur (RIAS)              | Platin                                                                 | 10.000     |
| Vereinigte Staaten (RIAA)    | 9× Platin                                                              | 9.000.000  |
| Vereinigtes Königreich (BPI) | Platin                                                                 | (300.000)  |
| Insgesamt                    | 4× Gold · 33× Platin · 2× Diamant ·                                    | 12.837.500 |

### Daydream
| Land/Region                  | Auszeichnungen für Musikverkäufe (Land/Region, Auszeichnung, Verkäufe) | Verkäufe   |
| ---------------------------- | ---------------------------------------------------------------------- | ---------- |
| Australien (ARIA)            | 5× Platin                                                              | 350.000    |
| Belgien (BRMA)               | Platin                                                                 | (50.000)   |
| Brasilien (PMB)              | Gold                                                                   | 100.000    |
| Deutschland (BVMI)           | Platin                                                                 | (500.000)  |
| Europa (IFPI)                | 3× Platin                                                              | 3.000.000  |
| Frankreich (SNEP)            | 2× Platin                                                              | (600.000)  |
| Japan (RIAJ)                 | Diamant                                                                | 1.000.000  |
| Kanada (MC)                  | 7× Platin                                                              | 700.000    |
| Mexiko (AMPROFON)            | Gold                                                                   | 100.000    |
| Neuseeland (RMNZ)            | 5× Platin                                                              | 75.000     |
| Niederlande (NVPI)           | Platin                                                                 | (100.000)  |
| Norwegen (IFPI)              | Platin                                                                 | (50.000)   |
| Österreich (IFPI)            | Gold                                                                   | (25.000)   |
| Polen (ZPAV)                 | Gold                                                                   | (50.000)   |
| Schweiz (IFPI)               | Gold                                                                   | (25.000)   |
| Spanien (Promusicae)         | 2× Platin                                                              | (200.000)  |
| Vereinigte Staaten (RIAA)    | 11× Platin                                                             | 11.000.000 |
| Vereinigtes Königreich (BPI) | 2× Platin                                                              | (600.000)  |
| Insgesamt                    | 5× Gold · 31× Platin · 2× Diamant ·                                    | 16.325.000 |

### Butterfly
| Land/Region                  | Auszeichnungen für Musikverkäufe (Land/Region, Auszeichnung, Verkäufe) | Verkäufe  |
| ---------------------------- | ---------------------------------------------------------------------- | --------- |
| Australien (ARIA)            | 2× Platin                                                              | 140.000   |
| Belgien (BRMA)               | Gold                                                                   | (25.000)  |
| Brasilien (PMB)              | Gold                                                                   | 100.000   |
| Europa (IFPI)                | Platin                                                                 | 1.000.000 |
| Frankreich (SNEP)            | 2× Gold                                                                | (200.000) |
| Hongkong (IFPI/HKRIA)        | Platin                                                                 | 20.000    |
| Japan (RIAJ)                 | Diamant                                                                | 1.000.000 |
| Kanada (MC)                  | 2× Platin                                                              | 200.000   |
| Mexiko (AMPROFON)            | Gold                                                                   | 75.000    |
| Neuseeland (RMNZ)            | Platin                                                                 | 15.000    |
| Niederlande (NVPI)           | Gold                                                                   | (50.000)  |
| Polen (ZPAV)                 | Gold                                                                   | (50.000)  |
| Schweiz (IFPI)               | Gold                                                                   | (25.000)  |
| Spanien (Promusicae)         | Platin                                                                 | (100.000) |
| Vereinigte Staaten (RIAA)    | 5× Platin                                                              | 5.000.000 |
| Vereinigtes Königreich (BPI) | Platin                                                                 | (305.000) |
| Insgesamt                    | 8× Gold · 14× Platin · 1× Diamant ·                                    | 7.550.000 |

### #1’s
| Land/Region                  | Auszeichnungen für Musikverkäufe (Land/Region, Auszeichnung, Verkäufe) | Verkäufe   |
| ---------------------------- | ---------------------------------------------------------------------- | ---------- |
| Argentinien (CAPIF)          | Gold                                                                   | 30.000     |
| Australien (ARIA)            | 2× Platin                                                              | 140.000    |
| Belgien (BRMA)               | Platin                                                                 | (50.000)   |
| Brasilien (PMB)              | Platin                                                                 | 250.000    |
| Deutschland (BVMI)           | Gold                                                                   | (250.000)  |
| Europa (IFPI)                | 2× Platin                                                              | 2.000.000  |
| Frankreich (SNEP)            | 2× Platin                                                              | (600.000)  |
| Japan (RIAJ)                 | 3× Diamant                                                             | 3.000.000  |
| Kanada (MC)                  | 3× Platin                                                              | 300.000    |
| Mexiko (AMPROFON)            | Platin                                                                 | 150.000    |
| Neuseeland (RMNZ)            | 2× Platin                                                              | 30.000     |
| Niederlande (NVPI)           | Gold                                                                   | (50.000)   |
| Norwegen (IFPI)              | Gold                                                                   | (25.000)   |
| Schweden (IFPI)              | Platin                                                                 | (80.000)   |
| Schweiz (IFPI)               | Platin                                                                 | (50.000)   |
| Spanien (Promusicae)         | Platin                                                                 | (100.000)  |
| Vereinigte Staaten (RIAA)    | 6× Platin                                                              | 6.000.000  |
| Vereinigtes Königreich (BPI) | 2× Platin                                                              | (600.000)  |
| Insgesamt                    | 4× Gold · 24× Platin · 3× Diamant ·                                    | 11.800.000 |

### Rainbow
| Land/Region                  | Auszeichnungen für Musikverkäufe (Land/Region, Auszeichnung, Verkäufe) | Verkäufe  |
| ---------------------------- | ---------------------------------------------------------------------- | --------- |
| Argentinien (CAPIF)          | Gold                                                                   | 30.000    |
| Australien (ARIA)            | Gold                                                                   | 35.000    |
| Belgien (BRMA)               | Gold                                                                   | (25.000)  |
| Brasilien (PMB)              | Platin                                                                 | 250.000   |
| Deutschland (BVMI)           | Platin                                                                 | (300.000) |
| Europa (IFPI)                | Platin                                                                 | 1.000.000 |
| Frankreich (SNEP)            | Platin                                                                 | (300.000) |
| Hongkong (IFPI/HKRIA)        | Platin                                                                 | 20.000    |
| Japan (RIAJ)                 | 4× Platin                                                              | 800.000   |
| Kanada (MC)                  | 2× Platin                                                              | 200.000   |
| Mexiko (AMPROFON)            | Gold                                                                   | 50.000    |
| Neuseeland (RMNZ)            | Platin                                                                 | 15.000    |
| Niederlande (NVPI)           | Gold                                                                   | (40.000)  |
| Schweiz (IFPI)               | Gold                                                                   | (25.000)  |
| Spanien (Promusicae)         | Platin                                                                 | (100.000) |
| Vereinigte Staaten (RIAA)    | 3× Platin                                                              | 3.000.000 |
| Vereinigtes Königreich (BPI) | Gold                                                                   | (100.000) |
| Insgesamt                    | 7× Gold · 16× Platin ·                                                 | 5.400.000 |

### Glitter
| Land/Region               | Auszeichnungen für Musikverkäufe (Land/Region, Auszeichnung, Verkäufe) | Verkäufe  |
| ------------------------- | ---------------------------------------------------------------------- | --------- |
| Frankreich (SNEP)         | Gold                                                                   | 100.000   |
| Japan (RIAJ)              | Platin                                                                 | 200.000   |
| Schweiz (IFPI)            | Gold                                                                   | 20.000    |
| Spanien (Promusicae)      | Gold                                                                   | 50.000    |
| Vereinigte Staaten (RIAA) | Platin                                                                 | 1.000.000 |
| Insgesamt                 | 3× Gold · 2× Platin ·                                                  | 1.370.000 |

### Greatest Hits
| Land/Region                  | Auszeichnungen für Musikverkäufe (Land/Region, Auszeichnung, Verkäufe) | Verkäufe  |
| ---------------------------- | ---------------------------------------------------------------------- | --------- |
| Australien (ARIA)            | 3× Platin                                                              | 210.000   |
| Brasilien (PMB)              | Platin                                                                 | 125.000   |
| Frankreich (SNEP)            | Gold                                                                   | 100.000   |
| Irland (IRMA)                | Platin                                                                 | 15.000    |
| Japan (RIAJ)                 | Platin                                                                 | 200.000   |
| Mexiko (AMPROFON)            | 2× Platin                                                              | 300.000   |
| Neuseeland (RMNZ)            | Platin                                                                 | 15.000    |
| Vereinigte Staaten (RIAA)    | 2× Platin                                                              | 2.000.000 |
| Vereinigtes Königreich (BPI) | 3× Platin                                                              | 900.000   |
| Insgesamt                    | 1× Gold · 14× Platin ·                                                 | 3.855.000 |

### Charmbracelet
| Land/Region                  | Auszeichnungen für Musikverkäufe (Land/Region, Auszeichnung, Verkäufe) | Verkäufe  |
| ---------------------------- | ---------------------------------------------------------------------- | --------- |
| Brasilien (PMB)              | Gold                                                                   | 50.000    |
| Frankreich (SNEP)            | Gold                                                                   | 100.000   |
| Japan (RIAJ)                 | Platin                                                                 | 200.000   |
| Kanada (MC)                  | Gold                                                                   | 50.000    |
| Schweiz (IFPI)               | Gold                                                                   | 20.000    |
| Spanien (Promusicae)         | Gold                                                                   | 50.000    |
| Vereinigte Staaten (RIAA)    | Platin                                                                 | 1.170.000 |
| Vereinigtes Königreich (BPI) | Gold                                                                   | 100.000   |
| Insgesamt                    | 6× Gold · 2× Platin ·                                                  | 1.750.000 |

### The Remixes
| Land/Region               | Auszeichnungen für Musikverkäufe (Land/Region, Auszeichnung, Verkäufe) | Verkäufe |
| ------------------------- | ---------------------------------------------------------------------- | -------- |
| Neuseeland (RMNZ)         | Gold                                                                   | 7.500    |
| Vereinigte Staaten (RIAA) | Gold                                                                   | 500.000  |
| Insgesamt                 | 2× Gold ·                                                              | 507.500  |

### The Emancipation of Mimi
| Land/Region                  | Auszeichnungen für Musikverkäufe (Land/Region, Auszeichnung, Verkäufe) | Verkäufe  |
| ---------------------------- | ---------------------------------------------------------------------- | --------- |
| Australien (ARIA)            | Platin                                                                 | 70.000    |
| Brasilien (PMB)              | Gold                                                                   | 50.000    |
| Deutschland (BVMI)           | Gold                                                                   | (100.000) |
| Europa (IFPI)                | Platin                                                                 | 1.000.000 |
| Frankreich (SNEP)            | Gold                                                                   | (100.000) |
| Japan (RIAJ)                 | Platin                                                                 | 250.000   |
| Kanada (MC)                  | 3× Platin                                                              | 300.000   |
| Neuseeland (RMNZ)            | Platin                                                                 | 15.000    |
| Vereinigte Staaten (RIAA)    | 7× Platin                                                              | 7.000.000 |
| Vereinigtes Königreich (BPI) | 2× Platin                                                              | (600.000) |
| Insgesamt                    | 3× Gold · 16× Platin ·                                                 | 8.685.000 |

### E=MC²
| Land/Region                  | Auszeichnungen für Musikverkäufe (Land/Region, Auszeichnung, Verkäufe) | Verkäufe  |
| ---------------------------- | ---------------------------------------------------------------------- | --------- |
| Australien (ARIA)            | Gold                                                                   | 35.000    |
| Brasilien (PMB)              | Gold                                                                   | 30.000    |
| Japan (RIAJ)                 | Gold                                                                   | 100.000   |
| Kanada (MC)                  | Platin                                                                 | 80.000    |
| Philippinen (PARI)           | Gold                                                                   | 7.500     |
| Russland (NFPF)              | Gold                                                                   | 10.000    |
| Vereinigte Staaten (RIAA)    | Platin                                                                 | 1.300.000 |
| Vereinigtes Königreich (BPI) | Gold                                                                   | 100.000   |
| Insgesamt                    | 6× Gold · 2× Platin ·                                                  | 1.662.500 |

### The Ballads
| Land/Region                  | Auszeichnungen für Musikverkäufe (Land/Region, Auszeichnung, Verkäufe) | Verkäufe |
| ---------------------------- | ---------------------------------------------------------------------- | -------- |
| Irland (IRMA)                | Gold                                                                   | 7.500    |
| Vereinigte Staaten (RIAA)    | —                                                                      | 395.000  |
| Vereinigtes Königreich (BPI) | Gold                                                                   | 100.000  |
| Insgesamt                    | 2× Gold ·                                                              | 502.500  |

### Memoirs of an Imperfect Angel
| Land/Region                  | Auszeichnungen für Musikverkäufe (Land/Region, Auszeichnung, Verkäufe) | Verkäufe  |
| ---------------------------- | ---------------------------------------------------------------------- | --------- |
| Brasilien (PMB)              | Gold                                                                   | 30.000    |
| Singapur (RIAS)              | Gold                                                                   | 5.000     |
| Vereinigte Staaten (RIAA)    | Platin                                                                 | 1.000.000 |
| Vereinigtes Königreich (BPI) | Silber                                                                 | 60.000    |
| Insgesamt                    | 1× Silber · 2× Gold · 1× Platin ·                                      | 1.095.000 |

### Merry Christmas II You
| Land/Region               | Auszeichnungen für Musikverkäufe (Land/Region, Auszeichnung, Verkäufe) | Verkäufe |
| ------------------------- | ---------------------------------------------------------------------- | -------- |
| Vereinigte Staaten (RIAA) | Gold                                                                   | 587.000  |
| Insgesamt                 | 1× Gold ·                                                              | 587.000  |

### Me. I Am Mariah… The Elusive Chanteuse
| Land/Region               | Auszeichnungen für Musikverkäufe (Land/Region, Auszeichnung, Verkäufe) | Verkäufe |
| ------------------------- | ---------------------------------------------------------------------- | -------- |
| Neuseeland (RMNZ)         | Gold                                                                   | 7.500    |
| Vereinigte Staaten (RIAA) | —                                                                      | 127.000  |
| Insgesamt                 | 1× Gold ·                                                              | 134.500  |

### #1 to Infinity
| Land/Region                  | Auszeichnungen für Musikverkäufe (Land/Region, Auszeichnung, Verkäufe) | Verkäufe |
| ---------------------------- | ---------------------------------------------------------------------- | -------- |
| Vereinigte Staaten (RIAA)    | —                                                                      | 86.000   |
| Vereinigtes Königreich (BPI) | Gold                                                                   | 100.000  |
| Insgesamt                    | 1× Gold ·                                                              | 186.000  |

## Auszeichnungen nach Singles

### Vision of Love
| Land/Region                  | Auszeichnungen für Musikverkäufe (Land/Region, Auszeichnung, Verkäufe) | Verkäufe  |
| ---------------------------- | ---------------------------------------------------------------------- | --------- |
| Australien (ARIA)            | Gold                                                                   | 35.000    |
| Neuseeland (RMNZ)            | Gold                                                                   | 5.000     |
| Vereinigte Staaten (RIAA)    | Platin                                                                 | 1.000.000 |
| Vereinigtes Königreich (BPI) | —                                                                      | 198.000   |
| Insgesamt                    | 2× Gold · 1× Platin ·                                                  | 1.238.000 |

### Love Takes Time
| Land/Region               | Auszeichnungen für Musikverkäufe (Land/Region, Auszeichnung, Verkäufe) | Verkäufe  |
| ------------------------- | ---------------------------------------------------------------------- | --------- |
| Australien (ARIA)         | Gold                                                                   | 35.000    |
| Vereinigte Staaten (RIAA) | Platin                                                                 | 1.000.000 |
| Insgesamt                 | 1× Gold · 1× Platin ·                                                  | 1.035.000 |

### Someday
| Land/Region               | Auszeichnungen für Musikverkäufe (Land/Region, Auszeichnung, Verkäufe) | Verkäufe |
| ------------------------- | ---------------------------------------------------------------------- | -------- |
| Vereinigte Staaten (RIAA) | Gold                                                                   | 500.000  |
| Insgesamt                 | 1× Gold ·                                                              | 500.000  |

### I Don’t Wanna Cry
| Land/Region               | Auszeichnungen für Musikverkäufe (Land/Region, Auszeichnung, Verkäufe) | Verkäufe |
| ------------------------- | ---------------------------------------------------------------------- | -------- |
| Vereinigte Staaten (RIAA) | Gold                                                                   | 500.000  |
| Insgesamt                 | 1× Gold ·                                                              | 500.000  |

### Emotions
| Land/Region                  | Auszeichnungen für Musikverkäufe (Land/Region, Auszeichnung, Verkäufe) | Verkäufe  |
| ---------------------------- | ---------------------------------------------------------------------- | --------- |
| Australien (ARIA)            | Gold                                                                   | 35.000    |
| Neuseeland (RMNZ)            | Gold                                                                   | 5.000     |
| Vereinigte Staaten (RIAA)    | Platin                                                                 | 1.000.000 |
| Vereinigtes Königreich (BPI) | —                                                                      | 137.000   |
| Insgesamt                    | 2× Gold · 1× Platin ·                                                  | 1.177.000 |

### Can’t Let Go
| Land/Region               | Auszeichnungen für Musikverkäufe (Land/Region, Auszeichnung, Verkäufe) | Verkäufe |
| ------------------------- | ---------------------------------------------------------------------- | -------- |
| Vereinigte Staaten (RIAA) | Gold                                                                   | 500.000  |
| Insgesamt                 | 1× Gold ·                                                              | 500.000  |

### I’ll Be There
| Land/Region               | Auszeichnungen für Musikverkäufe (Land/Region, Auszeichnung, Verkäufe) | Verkäufe |
| ------------------------- | ---------------------------------------------------------------------- | -------- |
| Australien (ARIA)         | Platin                                                                 | 70.000   |
| Neuseeland (RMNZ)         | Gold                                                                   | 5.000    |
| Vereinigte Staaten (RIAA) | Gold                                                                   | 500.000  |
| Insgesamt                 | 2× Gold · 1× Platin ·                                                  | 575.000  |

### Dreamlover
| Land/Region               | Auszeichnungen für Musikverkäufe (Land/Region, Auszeichnung, Verkäufe) | Verkäufe  |
| ------------------------- | ---------------------------------------------------------------------- | --------- |
| Australien (ARIA)         | 6× Platin                                                              | 420.000   |
| Kanada (MC)               | Gold                                                                   | 40.000    |
| Neuseeland (RMNZ)         | Gold                                                                   | 5.000     |
| Vereinigte Staaten (RIAA) | Platin                                                                 | 1.000.000 |
| Insgesamt                 | 2× Gold · 7× Platin ·                                                  | 1.465.000 |

### Hero
| Land/Region                  | Auszeichnungen für Musikverkäufe (Land/Region, Auszeichnung, Verkäufe) | Verkäufe  |
| ---------------------------- | ---------------------------------------------------------------------- | --------- |
| Australien (ARIA)            | 2× Platin                                                              | 140.000   |
| Dänemark (IFPI)              | Gold                                                                   | 45.000    |
| Frankreich (SNEP)            | Silber                                                                 | 125.000   |
| Kanada (MC)                  | Platin                                                                 | 80.000    |
| Neuseeland (RMNZ)            | Platin                                                                 | 10.000    |
| Norwegen (IFPI)              | Gold                                                                   | 10.000    |
| Vereinigte Staaten (RIAA)    | 3× Platin                                                              | 3.000.000 |
| Vereinigtes Königreich (BPI) | Gold                                                                   | 400.000   |
| Insgesamt                    | 1× Silber · 3× Gold · 7× Platin ·                                      | 3.810.000 |

### Without You
| Land/Region                  | Auszeichnungen für Musikverkäufe (Land/Region, Auszeichnung, Verkäufe) | Verkäufe  |
| ---------------------------- | ---------------------------------------------------------------------- | --------- |
| Australien (ARIA)            | 2× Platin                                                              | 140.000   |
| Deutschland (BVMI)           | Platin                                                                 | 500.000   |
| Frankreich (SNEP)            | Gold                                                                   | 250.000   |
| Kanada (MC)                  | Gold                                                                   | 40.000    |
| Neuseeland (RMNZ)            | Gold                                                                   | 5.000     |
| Niederlande (NVPI)           | Platin                                                                 | 75.000    |
| Österreich (IFPI)            | Platin                                                                 | 50.000    |
| Schweiz (IFPI)               | Gold                                                                   | 25.000    |
| Spanien (Promusicae)         | Gold                                                                   | 30.000    |
| Südkorea (KMCA)              | —                                                                      | 70.367    |
| Vereinigte Staaten (RIAA)    | Platin                                                                 | 1.000.000 |
| Vereinigtes Königreich (BPI) | Platin                                                                 | 600.000   |
| Insgesamt                    | 5× Gold · 7× Platin ·                                                  | 2.795.367 |

### Anytime You Need a Friend
| Land/Region               | Auszeichnungen für Musikverkäufe (Land/Region, Auszeichnung, Verkäufe) | Verkäufe |
| ------------------------- | ---------------------------------------------------------------------- | -------- |
| Australien (ARIA)         | Gold                                                                   | 35.000   |
| Japan (RIAJ)              | Gold                                                                   | 50.000   |
| Neuseeland (RMNZ)         | Gold                                                                   | 5.000    |
| Vereinigte Staaten (RIAA) | Gold                                                                   | 500.000  |
| Insgesamt                 | 4× Gold ·                                                              | 590.000  |

### Endless Love
| Land/Region                  | Auszeichnungen für Musikverkäufe (Land/Region, Auszeichnung, Verkäufe) | Verkäufe  |
| ---------------------------- | ---------------------------------------------------------------------- | --------- |
| Australien (ARIA)            | Platin                                                                 | 70.000    |
| Japan (RIAJ)                 | Gold                                                                   | 50.000    |
| Neuseeland (RMNZ)            | Platin                                                                 | 10.000    |
| Vereinigte Staaten (RIAA)    | Platin                                                                 | 1.000.000 |
| Vereinigtes Königreich (BPI) | Gold                                                                   | 400.000   |
| Insgesamt                    | 2× Gold · 3× Platin ·                                                  | 1.530.000 |

### All I Want for Christmas Is You
| Land/Region                  | Auszeichnungen für Musikverkäufe (Land/Region, Auszeichnung, Verkäufe)                   | Verkäufe   |
| ---------------------------- | ---------------------------------------------------------------------------------------- | ---------- |
| Australien (ARIA)            | 13× Platin                                                                               | 910.000    |
| Belgien (BRMA)               | Gold                                                                                     | 25.000     |
| Brasilien (PMB)              | Platin                                                                                   | 60.000     |
| Dänemark (IFPI)              | 6× Platin                                                                                | 540.000    |
| Deutschland (BVMI)           | 3× Platin                                                                                | 1.800.000  |
| Griechenland (IFPI)          | 2× Platin                                                                                | 40.000     |
| Italien (FIMI)               | 5× Platin                                                                                | 500.000    |
| Japan (RIAJ)                 | Diamant (Physisch) · + 2× Platin (Digital) · + Diamant (Ringtone) · + Gold (New Version) | 2.600.000  |
| Kanada (MC)                  | Diamant                                                                                  | 800.000    |
| Neuseeland (RMNZ)            | 5× Platin                                                                                | 150.000    |
| Norwegen (IFPI)              | 4× Platin                                                                                | 240.000    |
| Portugal (AFP)               | 3× Platin                                                                                | 30.000     |
| Schweden (IFPI)              | 11× Platin                                                                               | 880.000    |
| Spanien (Promusicae)         | 4× Platin                                                                                | 240.000    |
| Südkorea (KMCA)              | —                                                                                        | 94.215     |
| Vereinigte Staaten (RIAA)    | 16× Platin · + 2× Platin (Mastertone)                                                    | 18.000.000 |
| Vereinigtes Königreich (BPI) | 9× Platin                                                                                | 5.400.000  |
| Insgesamt                    | 2× Gold · 76× Platin · 4× Diamant ·                                                      | 32.289.215 |

### Fantasy
| Land/Region                  | Auszeichnungen für Musikverkäufe (Land/Region, Auszeichnung, Verkäufe) | Verkäufe  |
| ---------------------------- | ---------------------------------------------------------------------- | --------- |
| Australien (ARIA)            | 3× Platin                                                              | 210.000   |
| Frankreich (SNEP)            | Silber                                                                 | 125.000   |
| Japan (RIAJ)                 | Platin                                                                 | 100.000   |
| Neuseeland (RMNZ)            | 3× Platin                                                              | 90.000    |
| Vereinigte Staaten (RIAA)    | 6× Platin                                                              | 6.000.000 |
| Vereinigtes Königreich (BPI) | 2× Platin                                                              | 1.200.000 |
| Insgesamt                    | 1× Silber · 15× Platin ·                                               | 7.735.000 |

### One Sweet Day
| Land/Region                  | Auszeichnungen für Musikverkäufe (Land/Region, Auszeichnung, Verkäufe) | Verkäufe  |
| ---------------------------- | ---------------------------------------------------------------------- | --------- |
| Australien (ARIA)            | 3× Platin                                                              | 210.000   |
| Frankreich (SNEP)            | Silber                                                                 | 125.000   |
| Neuseeland (RMNZ)            | Platin                                                                 | 10.000    |
| Norwegen (IFPI)              | Gold                                                                   | 10.000    |
| Vereinigte Staaten (RIAA)    | 4× Platin                                                              | 4.000.000 |
| Vereinigtes Königreich (BPI) | Gold                                                                   | 400.000   |
| Insgesamt                    | 1× Silber · 2× Gold · 8× Platin ·                                      | 4.765.000 |

### Always Be My Baby
| Land/Region                  | Auszeichnungen für Musikverkäufe (Land/Region, Auszeichnung, Verkäufe) | Verkäufe  |
| ---------------------------- | ---------------------------------------------------------------------- | --------- |
| Australien (ARIA)            | 2× Platin                                                              | 140.000   |
| Neuseeland (RMNZ)            | 2× Platin                                                              | 60.000    |
| Vereinigte Staaten (RIAA)    | 5× Platin · + Platin (Mastertone)                                      | 6.000.000 |
| Vereinigtes Königreich (BPI) | Platin                                                                 | 600.000   |
| Insgesamt                    | 11× Platin ·                                                           | 6.790.000 |

### Every Time I Close My Eyes
| Land/Region               | Auszeichnungen für Musikverkäufe (Land/Region, Auszeichnung, Verkäufe) | Verkäufe  |
| ------------------------- | ---------------------------------------------------------------------- | --------- |
| Vereinigte Staaten (RIAA) | Platin                                                                 | 1.000.000 |
| Insgesamt                 | 1× Platin ·                                                            | 1.000.000 |

### Honey
| Land/Region                  | Auszeichnungen für Musikverkäufe (Land/Region, Auszeichnung, Verkäufe) | Verkäufe  |
| ---------------------------- | ---------------------------------------------------------------------- | --------- |
| Australien (ARIA)            | Platin                                                                 | 70.000    |
| Japan (RIAJ)                 | Gold                                                                   | 50.000    |
| Kanada (MC)                  | Gold                                                                   | 40.000    |
| Neuseeland (RMNZ)            | Gold                                                                   | 5.000     |
| Vereinigte Staaten (RIAA)    | 2× Platin                                                              | 2.000.000 |
| Vereinigtes Königreich (BPI) | Silber                                                                 | 200.000   |
| Insgesamt                    | 1× Silber · 3× Gold · 3× Platin ·                                      | 2.365.000 |

### Breakdown
| Land/Region               | Auszeichnungen für Musikverkäufe (Land/Region, Auszeichnung, Verkäufe) | Verkäufe |
| ------------------------- | ---------------------------------------------------------------------- | -------- |
| Neuseeland (RMNZ)         | Gold                                                                   | 5.000    |
| Vereinigte Staaten (RIAA) | Gold                                                                   | 500.000  |
| Insgesamt                 | 2× Gold ·                                                              | 505.000  |

### My All
| Land/Region                  | Auszeichnungen für Musikverkäufe (Land/Region, Auszeichnung, Verkäufe) | Verkäufe  |
| ---------------------------- | ---------------------------------------------------------------------- | --------- |
| Australien (ARIA)            | Gold                                                                   | 35.000    |
| Frankreich (SNEP)            | Silber                                                                 | 125.000   |
| Vereinigte Staaten (RIAA)    | 2× Platin                                                              | 2.000.000 |
| Vereinigtes Königreich (BPI) | Silber                                                                 | 200.000   |
| Insgesamt                    | 2× Silber · 1× Gold · 2× Platin ·                                      | 2.360.000 |

### When You Believe
| Land/Region                  | Auszeichnungen für Musikverkäufe (Land/Region, Auszeichnung, Verkäufe) | Verkäufe  |
| ---------------------------- | ---------------------------------------------------------------------- | --------- |
| Australien (ARIA)            | Gold                                                                   | 35.000    |
| Belgien (BRMA)               | Platin                                                                 | 50.000    |
| Deutschland (BVMI)           | Gold                                                                   | 250.000   |
| Frankreich (SNEP)            | Gold                                                                   | 250.000   |
| Neuseeland (RMNZ)            | Gold                                                                   | 15.000    |
| Norwegen (IFPI)              | Platin                                                                 | 20.000    |
| Schweden (IFPI)              | Platin                                                                 | 30.000    |
| Schweiz (IFPI)               | Gold                                                                   | 25.000    |
| Vereinigte Staaten (RIAA)    | Gold (Physisch) · + Platin (Digital)                                   | 1.500.000 |
| Vereinigtes Königreich (BPI) | Platin                                                                 | 600.000   |
| Insgesamt                    | 6× Gold · 5× Platin ·                                                  | 2.775.000 |

### I Still Believe
| Land/Region               | Auszeichnungen für Musikverkäufe (Land/Region, Auszeichnung, Verkäufe) | Verkäufe  |
| ------------------------- | ---------------------------------------------------------------------- | --------- |
| Vereinigte Staaten (RIAA) | Platin                                                                 | 1.000.000 |
| Insgesamt                 | 1× Platin ·                                                            | 1.000.000 |

### Heartbreaker
| Land/Region                  | Auszeichnungen für Musikverkäufe (Land/Region, Auszeichnung, Verkäufe) | Verkäufe  |
| ---------------------------- | ---------------------------------------------------------------------- | --------- |
| Australien (ARIA)            | Platin                                                                 | 70.000    |
| Frankreich (SNEP)            | Gold                                                                   | 250.000   |
| Neuseeland (RMNZ)            | Platin                                                                 | 10.000    |
| Vereinigte Staaten (RIAA)    | 2× Platin                                                              | 2.000.000 |
| Vereinigtes Königreich (BPI) | Gold                                                                   | 400.000   |
| Insgesamt                    | 2× Gold · 4× Platin ·                                                  | 2.740.000 |

### Thank God I Found You
| Land/Region               | Auszeichnungen für Musikverkäufe (Land/Region, Auszeichnung, Verkäufe) | Verkäufe  |
| ------------------------- | ---------------------------------------------------------------------- | --------- |
| Vereinigte Staaten (RIAA) | Platin                                                                 | 1.000.000 |
| Insgesamt                 | 1× Platin ·                                                            | 1.000.000 |

### Against All Odds (Take a Look at Me Now)
| Land/Region                  | Auszeichnungen für Musikverkäufe (Land/Region, Auszeichnung, Verkäufe) | Verkäufe |
| ---------------------------- | ---------------------------------------------------------------------- | -------- |
| Dänemark (IFPI)              | Gold                                                                   | 10.000   |
| Schweden (IFPI)              | Gold                                                                   | 15.000   |
| Vereinigtes Königreich (BPI) | Gold                                                                   | 507.000  |
| Insgesamt                    | 3× Gold ·                                                              | 532.000  |

### Loverboy
| Land/Region               | Auszeichnungen für Musikverkäufe (Land/Region, Auszeichnung, Verkäufe) | Verkäufe |
| ------------------------- | ---------------------------------------------------------------------- | -------- |
| Australien (ARIA)         | Gold                                                                   | 35.000   |
| Südafrika (RISA)          | Gold                                                                   | 25.000   |
| Vereinigte Staaten (RIAA) | Gold                                                                   | 500.000  |
| Insgesamt                 | 3× Gold ·                                                              | 560.000  |

### Through the Rain
| Land/Region | Auszeichnungen für Musikverkäufe (Land/Region, Auszeichnung, Verkäufe) | Verkäufe |
| ----------- | ---------------------------------------------------------------------- | -------- |
| Kanada (MC) | Gold                                                                   | 5.000    |
| Insgesamt   | 1× Gold ·                                                              | 5.000    |

### I Know What You Want
| Land/Region                  | Auszeichnungen für Musikverkäufe (Land/Region, Auszeichnung, Verkäufe) | Verkäufe  |
| ---------------------------- | ---------------------------------------------------------------------- | --------- |
| Australien (ARIA)            | Platin                                                                 | 70.000    |
| Italien (FIMI)               | Gold                                                                   | 50.000    |
| Neuseeland (RMNZ)            | 2× Platin                                                              | 60.000    |
| Vereinigte Staaten (RIAA)    | Platin                                                                 | 1.000.000 |
| Vereinigtes Königreich (BPI) | Gold                                                                   | 400.000   |
| Insgesamt                    | 2× Gold · 3× Platin ·                                                  | 1.580.000 |

### It’s Like That
| Land/Region                  | Auszeichnungen für Musikverkäufe (Land/Region, Auszeichnung, Verkäufe) | Verkäufe  |
| ---------------------------- | ---------------------------------------------------------------------- | --------- |
| Australien (ARIA)            | Gold                                                                   | 35.000    |
| Brasilien (PMB)              | Gold                                                                   | 30.000    |
| Vereinigte Staaten (RIAA)    | Platin                                                                 | 1.000.000 |
| Vereinigtes Königreich (BPI) | Silber                                                                 | 200.000   |
| Insgesamt                    | 1× Silber · 2× Gold · 1× Platin ·                                      | 1.265.000 |

### We Belong Together
| Land/Region                  | Auszeichnungen für Musikverkäufe (Land/Region, Auszeichnung, Verkäufe) | Verkäufe  |
| ---------------------------- | ---------------------------------------------------------------------- | --------- |
| Australien (ARIA)            | Platin                                                                 | 70.000    |
| Brasilien (PMB)              | Platin                                                                 | 60.000    |
| Dänemark (IFPI)              | Gold                                                                   | 45.000    |
| Neuseeland (RMNZ)            | 3× Platin                                                              | 90.000    |
| Vereinigte Staaten (RIAA)    | 7× Platin · + Platin (Mastertone)                                      | 8.000.000 |
| Vereinigtes Königreich (BPI) | Platin                                                                 | 600.000   |
| Insgesamt                    | 1× Gold · 14× Platin ·                                                 | 8.865.000 |

### Shake It Off
| Land/Region               | Auszeichnungen für Musikverkäufe (Land/Region, Auszeichnung, Verkäufe) | Verkäufe  |
| ------------------------- | ---------------------------------------------------------------------- | --------- |
| Australien (ARIA)         | Gold                                                                   | 35.000    |
| Neuseeland (RMNZ)         | Platin                                                                 | 30.000    |
| Vereinigte Staaten (RIAA) | 2× Platin · + Gold (Mastertone)                                        | 1.500.000 |
| Insgesamt                 | 2× Gold · 3× Platin ·                                                  | 2.565.000 |

### Don’t Forget About Us
| Land/Region               | Auszeichnungen für Musikverkäufe (Land/Region, Auszeichnung, Verkäufe) | Verkäufe  |
| ------------------------- | ---------------------------------------------------------------------- | --------- |
| Vereinigte Staaten (RIAA) | Platin · + Gold (Mastertone)                                           | 1.500.000 |
| Insgesamt                 | 1× Gold · 1× Platin ·                                                  | 1.500.000 |

### Touch My Body
| Land/Region                  | Auszeichnungen für Musikverkäufe (Land/Region, Auszeichnung, Verkäufe) | Verkäufe  |
| ---------------------------- | ---------------------------------------------------------------------- | --------- |
| Brasilien (PMB)              | 2× Platin                                                              | 120.000   |
| Japan (RIAJ)                 | Gold                                                                   | 100.000   |
| Neuseeland (RMNZ)            | Platin                                                                 | 30.000    |
| Vereinigte Staaten (RIAA)    | 3× Platin · + Platin (Mastertone)                                      | 4.000.000 |
| Vereinigtes Königreich (BPI) | Gold                                                                   | 400.000   |
| Insgesamt                    | 2× Gold · 7× Platin ·                                                  | 4.650.000 |

### Bye Bye
| Land/Region               | Auszeichnungen für Musikverkäufe (Land/Region, Auszeichnung, Verkäufe) | Verkäufe  |
| ------------------------- | ---------------------------------------------------------------------- | --------- |
| Brasilien (PMB)           | Gold                                                                   | 30.000    |
| Vereinigte Staaten (RIAA) | Platin                                                                 | 1.000.000 |
| Insgesamt                 | 1× Gold · 1× Platin ·                                                  | 1.030.000 |

### Obsessed
| Land/Region                  | Auszeichnungen für Musikverkäufe (Land/Region, Auszeichnung, Verkäufe) | Verkäufe  |
| ---------------------------- | ---------------------------------------------------------------------- | --------- |
| Australien (ARIA)            | Gold                                                                   | 35.000    |
| Brasilien (PMB)              | 3× Platin                                                              | 180.000   |
| Dänemark (IFPI)              | Gold                                                                   | 45.000    |
| Neuseeland (RMNZ)            | Platin                                                                 | 30.000    |
| Vereinigte Staaten (RIAA)    | 4× Platin                                                              | 4.000.000 |
| Vereinigtes Königreich (BPI) | Gold                                                                   | 400.000   |
| Insgesamt                    | 3× Gold · 8× Platin ·                                                  | 4.690.000 |

### I Want to Know What Love Is
| Land/Region     | Auszeichnungen für Musikverkäufe (Land/Region, Auszeichnung, Verkäufe) | Verkäufe |
| --------------- | ---------------------------------------------------------------------- | -------- |
| Brasilien (PMB) | Diamant                                                                | 250.000  |
| Insgesamt       | 1× Diamant ·                                                           | 250.000  |

### Up Out My Face
| Land/Region               | Auszeichnungen für Musikverkäufe (Land/Region, Auszeichnung, Verkäufe) | Verkäufe |
| ------------------------- | ---------------------------------------------------------------------- | -------- |
| Vereinigte Staaten (RIAA) | Gold                                                                   | 500.000  |
| Insgesamt                 | 1× Gold ·                                                              | 500.000  |

### Angels Cry
| Land/Region     | Auszeichnungen für Musikverkäufe (Land/Region, Auszeichnung, Verkäufe) | Verkäufe |
| --------------- | ---------------------------------------------------------------------- | -------- |
| Brasilien (PMB) | Gold                                                                   | 30.000   |
| Südkorea (KMCA) | —                                                                      | 341.862  |
| Insgesamt       | 1× Gold ·                                                              | 371.862  |

### When Christmas Comes
| Land/Region     | Auszeichnungen für Musikverkäufe (Land/Region, Auszeichnung, Verkäufe) | Verkäufe |
| --------------- | ---------------------------------------------------------------------- | -------- |
| Südkorea (KMCA) | —                                                                      | 115.243  |
| Insgesamt       | —                                                                      | 115.243  |

### #Beautiful
| Land/Region                  | Auszeichnungen für Musikverkäufe (Land/Region, Auszeichnung, Verkäufe) | Verkäufe  |
| ---------------------------- | ---------------------------------------------------------------------- | --------- |
| Australien (ARIA)            | Platin                                                                 | 70.000    |
| Neuseeland (RMNZ)            | 2× Platin                                                              | 60.000    |
| Vereinigte Staaten (RIAA)    | 2× Platin                                                              | 2.000.000 |
| Vereinigtes Königreich (BPI) | Silber                                                                 | 200.000   |
| Insgesamt                    | 1× Silber · 5× Platin ·                                                | 2.330.000 |

### All I Want for Christmas Is You (SuperFestive!)
| Land/Region               | Auszeichnungen für Musikverkäufe (Land/Region, Auszeichnung, Verkäufe) | Verkäufe |
| ------------------------- | ---------------------------------------------------------------------- | -------- |
| Australien (ARIA)         | Gold                                                                   | 35.000   |
| Dänemark (IFPI)           | Gold                                                                   | 45.000   |
| Kanada (MC)               | Platin                                                                 | 80.000   |
| Südkorea (KMCA)           | —                                                                      | 97.472   |
| Vereinigte Staaten (RIAA) | Gold                                                                   | 500.000  |
| Insgesamt                 | 3× Gold · 1× Platin ·                                                  | 757.472  |

### Big Energy (Remix)
| Land/Region                  | Auszeichnungen für Musikverkäufe (Land/Region, Auszeichnung, Verkäufe) | Verkäufe |
| ---------------------------- | ---------------------------------------------------------------------- | -------- |
| Australien (ARIA)            | 3× Platin                                                              | 210.000  |
| Vereinigtes Königreich (BPI) | Platin                                                                 | 600.000  |
| Insgesamt                    | 4× Platin ·                                                            | 810.000  |

## Auszeichnungen nach Autorenbeteiligungen

### Hero(The X Factor Finalists)
| Land/Region                  | Auszeichnungen für Musikverkäufe (Land/Region, Auszeichnung, Verkäufe) | Verkäufe  |
| ---------------------------- | ---------------------------------------------------------------------- | --------- |
| Vereinigtes Königreich (BPI) | 2× Platin                                                              | 1.200.000 |
| Insgesamt                    | 2× Platin ·                                                            | 1.200.000 |

## Auszeichnungen nach Liedern

### Christmas (Baby Please Come Home)
| Land/Region                  | Auszeichnungen für Musikverkäufe (Land/Region, Auszeichnung, Verkäufe) | Verkäufe  |
| ---------------------------- | ---------------------------------------------------------------------- | --------- |
| Australien (ARIA)            | Gold                                                                   | 35.000    |
| Kanada (MC)                  | 2× Platin                                                              | 160.000   |
| Neuseeland (RMNZ)            | Gold                                                                   | 15.000    |
| Vereinigte Staaten (RIAA)    | Platin                                                                 | 1.000.000 |
| Vereinigtes Königreich (BPI) | Gold                                                                   | 400.000   |
| Insgesamt                    | 3× Gold · 3× Platin ·                                                  | 1.610.000 |

### Hark! The Herald Angel Sing
| Land/Region               | Auszeichnungen für Musikverkäufe (Land/Region, Auszeichnung, Verkäufe) | Verkäufe  |
| ------------------------- | ---------------------------------------------------------------------- | --------- |
| Vereinigte Staaten (RIAA) | Platin                                                                 | 1.000.000 |
| Insgesamt                 | 1× Platin ·                                                            | 1.000.000 |

### O Holy Night
| Land/Region               | Auszeichnungen für Musikverkäufe (Land/Region, Auszeichnung, Verkäufe) | Verkäufe  |
| ------------------------- | ---------------------------------------------------------------------- | --------- |
| Italien (FIMI)            | Gold                                                                   | 35.000    |
| Kanada (MC)               | Platin                                                                 | 80.000    |
| Neuseeland (RMNZ)         | Gold                                                                   | 15.000    |
| Vereinigte Staaten (RIAA) | Platin                                                                 | 1.000.000 |
| Insgesamt                 | 2× Gold · 2× Platin ·                                                  | 1.130.000 |

### Santa Claus Is Comin’ to Town
| Land/Region               | Auszeichnungen für Musikverkäufe (Land/Region, Auszeichnung, Verkäufe) | Verkäufe |
| ------------------------- | ---------------------------------------------------------------------- | -------- |
| Kanada (MC)               | Gold                                                                   | 40.000   |
| Vereinigte Staaten (RIAA) | Gold                                                                   | 500.000  |
| Insgesamt                 | 2× Gold ·                                                              | 540.000  |

### Silent Night
| Land/Region | Auszeichnungen für Musikverkäufe (Land/Region, Auszeichnung, Verkäufe) | Verkäufe |
| ----------- | ---------------------------------------------------------------------- | -------- |
| Kanada (MC) | Gold                                                                   | 40.000   |
| Insgesamt   | 1× Gold ·                                                              | 40.000   |

### It’s a Wrap (Remix)
| Land/Region       | Auszeichnungen für Musikverkäufe (Land/Region, Auszeichnung, Verkäufe) | Verkäufe |
| ----------------- | ---------------------------------------------------------------------- | -------- |
| Neuseeland (RMNZ) | Gold                                                                   | 15.000   |
| Insgesamt         | 1× Gold ·                                                              | 15.000   |

## Auszeichnungen nach Musikstreamings

### #Beautiful
| Land/Region     | Auszeichnungen für Musikverkäufe (Land/Region, Auszeichnung, Verkäufe) | Verkäufe |
| --------------- | ---------------------------------------------------------------------- | -------- |
| Dänemark (IFPI) | Gold                                                                   | 900.000  |
| Insgesamt       | 1× Gold ·                                                              | 900.000  |

### All I Want for Christmas Is You
| Land/Region     | Auszeichnungen für Musikverkäufe (Land/Region, Auszeichnung, Verkäufe) | Verkäufe    |
| --------------- | ---------------------------------------------------------------------- | ----------- |
| Dänemark (IFPI) | Platin                                                                 | 1.800.000   |
| Japan (RIAJ)    | Platin                                                                 | 100.000.000 |
| Insgesamt       | 2× Platin ·                                                            | 101.800.000 |

## Auszeichnungen nach Videoalben

### The First Vision
| Land/Region               | Auszeichnungen für Musikverkäufe (Land/Region, Auszeichnung, Verkäufe) | Verkäufe |
| ------------------------- | ---------------------------------------------------------------------- | -------- |
| Kanada (MC)               | Gold                                                                   | 50.000   |
| Vereinigte Staaten (RIAA) | Platin                                                                 | 100.000  |
| Insgesamt                 | 1× Gold · 1× Platin ·                                                  | 150.000  |

### MTV Unplugged
| Land/Region               | Auszeichnungen für Musikverkäufe (Land/Region, Auszeichnung, Verkäufe) | Verkäufe |
| ------------------------- | ---------------------------------------------------------------------- | -------- |
| Vereinigte Staaten (RIAA) | Platin                                                                 | 100.000  |
| Insgesamt                 | 1× Platin ·                                                            | 100.000  |

### (Here Is) Mariah Carey
| Land/Region               | Auszeichnungen für Musikverkäufe (Land/Region, Auszeichnung, Verkäufe) | Verkäufe |
| ------------------------- | ---------------------------------------------------------------------- | -------- |
| Frankreich (SNEP)         | Gold                                                                   | 10.000   |
| Vereinigte Staaten (RIAA) | Platin                                                                 | 100.000  |
| Insgesamt                 | 1× Gold · 1× Platin ·                                                  | 110.000  |

### Fantasy: Mariah Carey at Madison Square Garden
| Land/Region               | Auszeichnungen für Musikverkäufe (Land/Region, Auszeichnung, Verkäufe) | Verkäufe |
| ------------------------- | ---------------------------------------------------------------------- | -------- |
| Frankreich (SNEP)         | Gold                                                                   | 10.000   |
| Vereinigte Staaten (RIAA) | Platin                                                                 | 100.000  |
| Insgesamt                 | 1× Gold · 1× Platin ·                                                  | 110.000  |

### Mariah Carey Around the World
| Land/Region               | Auszeichnungen für Musikverkäufe (Land/Region, Auszeichnung, Verkäufe) | Verkäufe |
| ------------------------- | ---------------------------------------------------------------------- | -------- |
| Brasilien (PMB)           | Gold                                                                   | 25.000   |
| Vereinigte Staaten (RIAA) | Platin                                                                 | 100.000  |
| Insgesamt                 | 1× Gold · 1× Platin ·                                                  | 125.000  |

### Number 1’s
| Land/Region               | Auszeichnungen für Musikverkäufe (Land/Region, Auszeichnung, Verkäufe) | Verkäufe |
| ------------------------- | ---------------------------------------------------------------------- | -------- |
| Australien (ARIA)         | Platin                                                                 | 15.000   |
| Frankreich (SNEP)         | Gold                                                                   | 20.000   |
| Vereinigte Staaten (RIAA) | Platin                                                                 | 100.000  |
| Insgesamt                 | 1× Gold · 2× Platin ·                                                  | 135.000  |

### The Adventures of Mimi Tour
| Land/Region               | Auszeichnungen für Musikverkäufe (Land/Region, Auszeichnung, Verkäufe) | Verkäufe |
| ------------------------- | ---------------------------------------------------------------------- | -------- |
| Brasilien (PMB)           | 2× Platin                                                              | 60.000   |
| Vereinigte Staaten (RIAA) | Platin                                                                 | 100.000  |
| Insgesamt                 | 3× Platin ·                                                            | 160.000  |

## Statistik und Quellen
| Land/RegionAuszeichnungen für Musikverkäufe (Land/Region, Auszeichnungen, Verkäufe, Quellen) | Silber     | Gold         | Platin         | Diamant       | Verkäufe     | Quellen                                                        |
| -------------------------------------------------------------------------------------------- | ---------- | ------------ | -------------- | ------------- | ------------ | -------------------------------------------------------------- |
| Argentinien (CAPIF)                                                                          | —          | 2× Gold2     | —              | —             | 60.000       | capif.org.ar (Memento vom 12. Januar 2009 im Internet Archive) |
| Australien (ARIA)                                                                            | —          | 14× Gold14   | 80× Platin80   | —             | 6.055.000    | aria.com.au                                                    |
| Belgien (BRMA)                                                                               | —          | 3× Gold3     | 5× Platin5     | —             | 325.000      | ultratop.be                                                    |
| Brasilien (PMB)                                                                              | —          | 10× Gold10   | 13× Platin13   | Diamant1      | 2.080.000    | pro-musicabr.org.br                                            |
| Dänemark (IFPI)                                                                              | —          | 6× Gold6     | 11× Platin11   | —             | 680.000      | ifpi.dk                                                        |
| Deutschland (BVMI)                                                                           | —          | 4× Gold4     | 8× Platin8     | —             | 4.950.000    | musikindustrie.de                                              |
| Europa (IFPI)                                                                                | —          | —            | 16× Platin16   | —             | (16.000.000) | ifpi.org (Memento vom 1. Januar 2014 im Internet Archive)      |
| Finnland (IFPI)                                                                              | —          | Gold1        | —              | —             | 47.382       | ifpi.fi                                                        |
| Frankreich (SNEP)                                                                            | 4× Silber4 | 14× Gold14   | 6× Platin6     | Diamant1      | 4.190.000    | infodisc.fr snepmusique.com                                    |
| Griechenland (IFPI)                                                                          | —          | —            | 2× Platin2     | —             | 40.000       | Einzelnachweise                                                |
| Hongkong (IFPI/HKRIA)                                                                        | —          | —            | 2× Platin2     | —             | 40.000       | ifpihk.org                                                     |
| Irland (IRMA)                                                                                | —          | Gold1        | Platin1        | —             | 22.500       | irishcharts.ie                                                 |
| Italien (FIMI)                                                                               | —          | 2× Gold2     | 7× Platin7     | —             | 685.000      | fimi.it                                                        |
| Japan (RIAJ)                                                                                 | —          | 6× Gold6     | 21× Platin21   | 10× Diamant10 | 14.450.000   | riaj.or.jp JP2 JP3                                             |
| Kanada (MC)                                                                                  | —          | 8× Gold8     | 45× Platin45   | Diamant1      | 4.685.000    | musiccanada.com                                                |
| Mexiko (AMPROFON)                                                                            | —          | 3× Gold3     | 4× Platin4     | —             | 825.000      | Einzelnachweise                                                |
| Neuseeland (RMNZ)                                                                            | —          | 15× Gold15   | 48× Platin48   | —             | 1.132.500    | aotearoamusiccharts.co.nz NZ2 NZ3                              |
| Niederlande (NVPI)                                                                           | —          | 3× Gold3     | 13× Platin13   | —             | 1.415.000    | nvpi.nl                                                        |
| Norwegen (IFPI)                                                                              | —          | 3× Gold3     | 17× Platin17   | —             | 535.000      | ifpi.no (Memento vom 5. November 2012 im Internet Archive) NO2 |
| Österreich (IFPI)                                                                            | —          | 2× Gold2     | 3× Platin3     | —             | 200.000      | ifpi.at                                                        |
| Philippinen (PARI)                                                                           | —          | Gold1        | —              | —             | 7.500        | Einzelnachweise                                                |
| Polen (ZPAV)                                                                                 | —          | 2× Gold2     | —              | —             | 100.000      | olis.pl                                                        |
| Portugal (AFP)                                                                               | —          | —            | 3× Platin3     | —             | 30.000       | Einzelnachweise                                                |
| Russland (NFPF)                                                                              | —          | Gold1        | —              | —             | 10.000       | 2m-online.ru                                                   |
| Schweden (IFPI)                                                                              | —          | Gold1        | 16× Platin16   | —             | 1.305.000    | sverigetopplistan.se                                           |
| Schweiz (IFPI)                                                                               | —          | 10× Gold10   | 5× Platin5     | —             | 515.000      | hitparade.ch                                                   |
| Singapur (RIAS)                                                                              | —          | Gold1        | 2× Platin2     | —             | 25.000       | rias.org.sg                                                    |
| Spanien (Promusicae)                                                                         | —          | 4× Gold4     | 13× Platin13   | —             | 1.240.000    | elportaldemusica.es ES2                                        |
| Südafrika (RISA)                                                                             | —          | Gold1        | —              | —             | 25.000       | mi2n.com                                                       |
| Südkorea (KMCA)                                                                              | —          | —            | —              | —             | 719.159      | Einzelnachweise                                                |
| Vereinigte Staaten (RIAA)                                                                    | —          | 16× Gold16   | 132× Platin132 | 3× Diamant3   | 157.805.000  | riaa.com                                                       |
| Vereinigtes Königreich (BPI)                                                                 | 5× Silber5 | 19× Gold19   | 36× Platin36   | —             | 21.807.000   | bpi.co.uk                                                      |
| Insgesamt                                                                                    | 9× Silber9 | 153× Gold153 | 509× Platin509 | 16× Diamant16 |              |                                                                |